# Saxana.cz
Saxana.cz je česká distribuce operačního systému GNU/Linux založená na Gentoo Linux.
Saxana.cz na rozdíl od distribuce Gentoo, která instaluje celý operační systém ze zdrojových kódů, instaluje nejdříve vše za použití předkompilovaných binárních balíčků. Distribuce je dostupná pouze pro x86 32bitovou architekturu, autor však uvažuje o podpoře 64bitové architektury v budoucnu. Distribuce je dostupná jako živá distribuce, tzv. Live CD, avšak umožňuje plnohodnotnou instalaci na pevný disk. Distribuce je lokalizována do češtiny a obsahuje pouze základní výběr programů, kancelářský balík OpenOffice.org, multimediální přehrávač mplayer, webový prohlížeč Konqueror …

## Zajímavost
Jméno této distribuce je odvozeno od jména fiktivní filmové postavy Saxany, která se objevila v roce 1972 ve filmu Dívka na koštěti.